# Buchkirchen
Buchkirchen è un comune austriaco di 4 062 abitanti nel distretto di Wels-Land, in Alta Austria; ha lo status di comune mercato (Marktgemeinde).